# Nokia N79
Le Nokia N79 est officiellement annoncé par Nokia le 24 août 2008. C'est un nouveau smartphone qui s'ajoute aux téléphone multimédia Nseries. Le Nokia N79 se concentre plus sur le mode de vie et le style de l'utilisateur que les séries N8x et N9x. Il est facilement customisable et ce via les couvercles "X-press-on" inclus dans le package. Les couleurs disponibles pour ces couvercles sont White, Olive Green, Coral Red, Light Sea Blue, et Espresso Brown avec comme couleur de coque Seal Grey ou Canvas White. Le Nokia N79 fonctionnera sous le système d'exploitation mobile Symbian version 9.3 basé sur S60, 3e édition, Pack 2.
Ce téléphone portable possède un écran LCD de 2,4 pouces supportant 16 millions de couleurs et une définition de 320 × 240 pixels (QVGA). Le Nokia N79 sera aussi équipé de Naviwheel (apparu sur le Nokia N81), d'un appareil photo 5 Mpx avec autofocus, optique Carl Zeiss et Flash Dual DEL. Par ailleurs, le téléphone a un transmetteur FM intégré (tout comme le Nokia N78), un GPS (avec A-GPS) et un accéléromètre.